# سيد سكوت
سيد سكوت (بالإنجليزية: Sidney Wilfred Scott)‏ هو صحفي نيوزلندي، ولد في 1900، وتوفي في 1970.